# 272 هـ
272 هـ هي سنة في التقويم الهجري امتدت مقابلةً في التقويم الميلادي بين سنتي 885 و886.

## مواليد
- ابن مقلة
- ابن نجيد السلمي

## وفيات
- سليمان بن وهب
- عبد الله بن قاسم القيسي
- محمد بن عبد الوهاب الفراء
- محمد بن عوف الطائي